# 綾瀬車両基地
綾瀬車両基地（あやせしゃりょうきち）は、東京都足立区にある、東京地下鉄（東京メトロ）の車両基地および車両工場の総称である。車両基地の綾瀬検車区（あやせけんしゃく）、車両工場の綾瀬工場（あやせこうじょう）から構成される。
千代田線の車両が所属している。最寄り駅は北綾瀬駅。

## 概要
綾瀬駅から北に約2.5 km ほど離れた場所に位置する。千代田線の北綾瀬 - 綾瀬間は、1979年（昭和54年）にその引き込み線を旅客営業用に転用したものである。
敷地は南北方向に約 720 - 780 m 、東西方向に 190 m 、面積 141,810 m2 の広大な敷地を有している。
地下鉄の新線建設にあたり、車庫用地の取得は重要であるため、千代田線建設計画が具体化した時点で用地取得を開始した。この車庫用地は元々が田畑や沼地などの湿原地帯であったため、地盤が非常に軟弱で沈下が激しい場所であった。また、周辺は荒川、花畑運河、中川といった河川に囲まれていることから、車庫建設にあたっては、水害（洪水）対策として千代田線建設工事（主に北千住駅 - 新御茶ノ水駅間）で発生した残土（約 420,000 m3 ）を用いて、約 2.5 m の盛土をして造成を行った。
用地買収を行った際、地権者との条件から付近に駅を設置することと、横断歩道橋2か所を設置することが条件とされたため、綾瀬検車区の最南部と中央付近に横断歩道橋がある。なお、中央部の横断歩道橋については2014年に地下道に代替され、撤去されている。
なお、前述した駅の設置条件は北綾瀬駅を設置することで、綾瀬 - 北綾瀬駅間を1979年（昭和54年）12月20日に正式に旅客営業線として開業した。車庫線建設当初から、北綾瀬駅の用地確保と構造物が建築可能な構造とされていた。
将来、車庫中央部を都市計画道路補助258号線が横断する計画があったことから、車庫内に高架道路の橋脚を造るスペースを確保していた。ただし、2008年（平成20年）12月に開通した補助258号線（環七北通り）は、高架ではなく当車両基地の地下をアンダーパス（加平谷中トンネル）で横断する構造に変更された。

## 綾瀬検車区
1969年（昭和44年）9月に準備事務所として発足し、12月に綾瀬検車区として正式に発足した。当初は千代田線車両のみを担当していた。
有楽町線開業後は同線内に飯田橋検車区が設けられていたものの、同線用の7000系の主要な検車業務（月検査・一部の列車検査）および清掃作業は綾瀬検車区で行っており、車両の留置場所の確保も兼ねていた。1987年（昭和62年）の和光検車区開設後、これらの役目は同検車区に移管されている。
現在も有楽町線や副都心線、南北線の車両の新車搬入の各種整備や報道向け公開は本検車区で行われている。隣接する綾瀬工場への入場のために、有楽町線、副都心線や南北線、埼玉高速鉄道の車両が入区する。
- 敷地面積：141,810m2 [8]
- 車両留置能力：273両

最終的な収容計画は以下のとおりで、10両編成41本（410両）である。ただし、現在も余力があるため、留置線はすべて敷設使用していない。
- 月検査庫 10両×2線
- 気吹庫 10両×1線
- 列車検査庫 10両×3線
- 転削庫 1線
- 車両洗浄台 10両×3線
- 車両洗浄機 2基（現在まで1基）
- 引上線 10両×4線
- 留置線 10両×33線（現在は23線を使用、10線は未使用）

本車両基地の最終計画、収容数10両編成41本、朝ラッシュ時の出庫本数は10両編成35本（計画）にもなり、営団地下鉄（当時）では これだけ大規模な車両基地は前例がない。このため、本検車区の建設・レイアウトの配置にあたっては、国鉄（当時）の電車区や私鉄の検車区、既存の営団検車区を参考に、十分な検討・検証が行われた。

### 配置車両

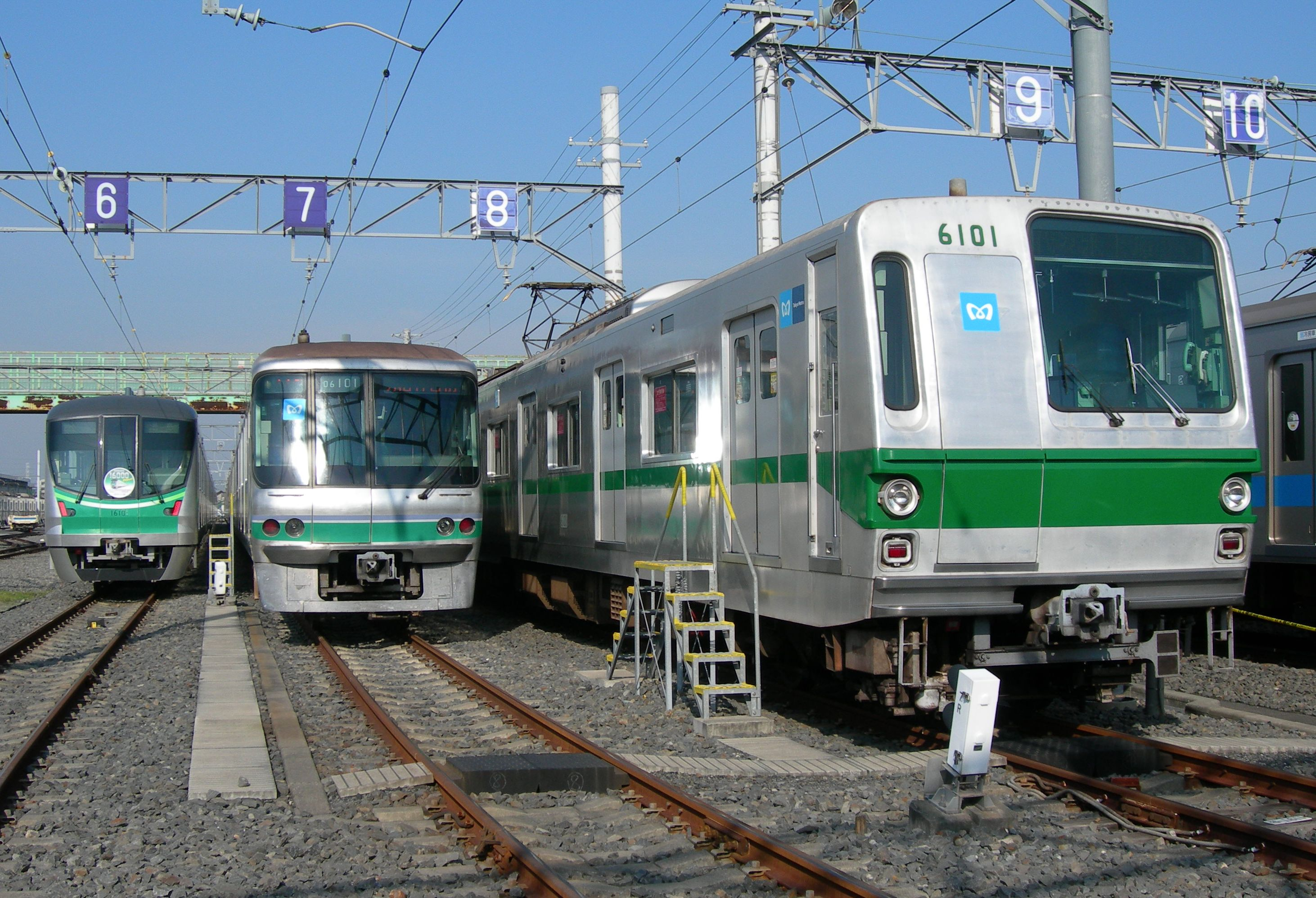
綾瀬車両基地で開催された東京メトロスマイルフェスタ2010にて。左より16000系、06系、6000系

- 16000系電車 - 370両（10両編成37本）
- 05系電車 - 12両（3両編成4本）

#### 過去の配置車両
- 06系電車 - 10両[9]
- 5000系電車 - 3両（3両編成1本）
- 6000系電車 - 353両（3両編成1本・10両編成35本[注釈 1]）

## 綾瀬工場
1971年（昭和46年）7月に綾瀬工場が発足した。千代田線、有楽町線、副都心線、南北線、埼玉高速鉄道の車両の検査を担当している。
ただし、綾瀬工場が完成する前に車両の工場検査時期を迎えたことから、1970年（昭和45年）10月から約10か月間、綾瀬検車区の気吹室（後述の29番線、小修理場と仮設の修繕庫を設置）を使用して重要部・全般検査が実施されていた。
従来の営団では1路線1工場を設けてきたが、将来的に他路線の検査も受け持つことを計画したため、年間検修能力1,500両程度を持つ工場として造られた。綾瀬工場についても、検車区同様に国鉄・私鉄・営団の整備工場を参考に検討・検証が行われた。
綾瀬工場が設立された当時の法定検査周期は重要部検査が1年6ヵ月または走行距離25万km以内、全般検査は3年以内であった。その後は検査周期の延長が行われ、現行の1999年（平成11年）3月改定以降は重要部検査が4年または走行距離60万km以内、全般検査は8年以内となっている。このため、現在ではこの施工能力は不要となっている。
入出場線（工場建屋）は縦に5両まで入線でき、左右に5両分ずつの車体置き場があり、天井クレーンを使用して車体は仮置きされ、整備される。
整備対象の機器は取り外され、それぞれの担当職場へと運ばれる。検修能力を高めるために工場内は流れ作業で検査作業を行えるよう合理的にレイアウトされている。
工場内は山側に機器職場　主制御器、補助電源、一般電機、パンタグラフ、戸閉装置（ドアエンジン）の各職場を、海側に台車職場、電動機職場、駆動装置、車輪職場を配置する。ただし、現在は電動機、パンタグラフ、戸閉装置などの検査は、東京メトログループ会社のメトロ車両に委託しており、これらの機器は同社の千住事業所に運搬して、検査を行っている。
綾瀬工場の通用門は当初、工場事務所近くに設置することとなっていた。しかし用地交渉の関係で設置ができなくなり、現在のような通用門と事務所が離れた位置となった。

### 検査担当車両

#### 千代田線
- 16000系電車

#### 有楽町線・副都心線
- 17000系電車
- 10000系電車

#### 南北線
- 9000系電車
- 埼玉高速鉄道2000系電車

### 過去の検査担当車両

#### 千代田線
- 5000系電車
- 06系電車
- 6000系電車

#### 有楽町線・副都心線
- 7000系電車

## 沿革
- 1967年（昭和42年）2月27日 - 綾瀬検車区の土木工事着手[13]
- 1969年（昭和44年）9月18日 - 綾瀬検車区準備事務所発足[1]
- 1969年（昭和44年）10月31日 - 綾瀬検車区の土木工事完成[13]
- 1969年（昭和44年）12月20日 - 綾瀬検車区発足[1]
- 1970年（昭和45年）7月 - 綾瀬工場建屋の建設を開始[14]
- 1971年（昭和46年）7月20日 - 綾瀬工場完成・発足
- 1979年（昭和54年）
  - 3月 - 綾瀬車両基地（検車区・工場）全体の建築計画が完了[14]
  - 12月20日 - 車庫への引き込み線を旅客線化、綾瀬 - 北綾瀬間として開業する

## 車両基地内

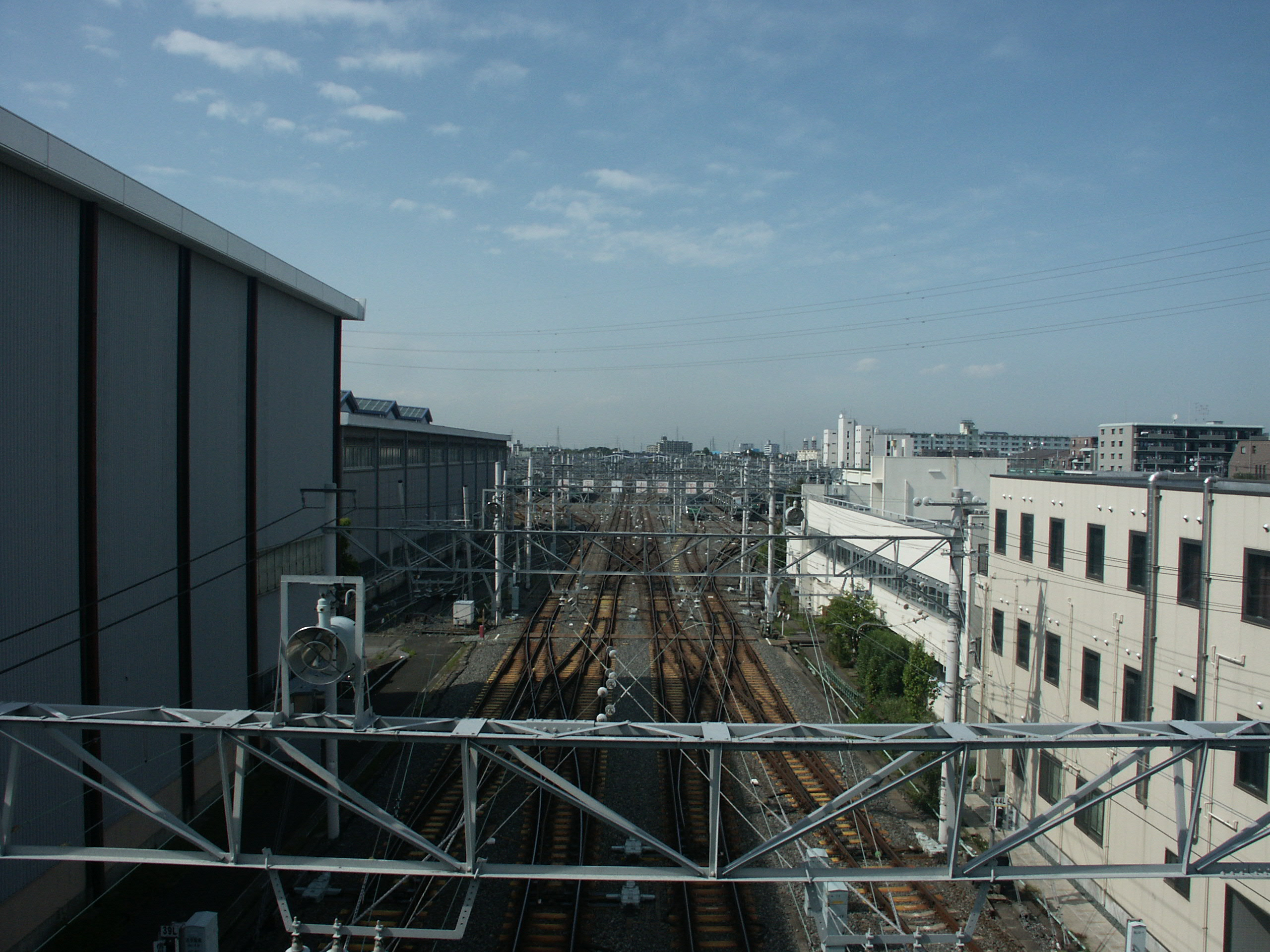
車両基地構内

なお、本項では北綾瀬駅方面から入庫する列車から見て左側を山側、右側を海側と呼称する。
- 綾瀬検車区では1 - 38番線の収容番線（一部は欠番）と39 - 44番線（引き上げ線）の番線が付番されている。太字は建屋構造の収容線

北綾瀬駅を直進すると、35 ‰ の下り勾配で車両基地に至る。この引き込み線は40・42番線と呼称され、その両側に引き上げ線39・44番が合流する。そのまま直進すると山側に綾瀬工場への引き込み線が分岐する。
左右に1番目の留置線群が分岐する。山側では1 - 4番線（10両編成分）、5 - 8番線（10両編成×2本分）、9番 - 15番線（10両編成分）の各留置線を敷設する計画であった。現在は6 - 8番線は1本分だけが敷設され、1 - 5番線は未敷設で欠番とされ、一部は保線機材線として使用している。
反対に海側では16 - 24番留置線（10両編成分）と車輪転削線（25番線・車輪転削盤設置）が分岐する。転削線の近くには保線機材線があり、千代田線工務区の保線車両の留置や保線資材置き場がある。
40番・42番線を直進すると41・42番線（車両洗浄機あり）となり、そのまま直進すると山側より26 - 28番留置線、29番線（気吹室）、30・31番線（月検査庫）、32 - 34番線（列車検査庫）、35番留置線、36 - 38番線は車両洗浄線で洗浄台が設置されている。41・42番線は、奥にある検査庫や洗浄線からの引き上げ線の機能もある。気吹室（きぶきしつ）には、新造車両の搬入や臨時修繕に対応できるよう、奥にはリフティングジャッキやホイスト（簡易クレーン）が設置されている。ただし、検車区における気吹作業は廃止しており、車両の小修理や修繕場として使用している。
- 綾瀬工場では50 - 60番線の番号が付番されている。

前述の工場引き込み線は51・52番線となり（反対に50番線・引き上げ線）、1番線留置線用地の隣から53番線、54番線（気吹室・5両編成用）、55番線（整備室・10両編成用）があり、56・57番線（5両編成用）、一番山側には58番線（約500 m 長の試運転線）を設置する。試運転線は5両編成で 40 km/h までの走行試験が可能である。
検査車両は5両 + 5両編成に分割後、54番線において床下洗浄を行い、54番線の反対にある59番線（工場入出場線）に転線、手前のホロシート置き場で幌と座席を下ろした後、入場する。ほかに60番線（入換機庫・工場入換用のアント留置線）がある。入場車両の床下清掃は、気吹き作業に代わって床下自動洗浄装置を使用しており、全自動で温水による床下洗浄とブロワー乾燥を行っている。
文献によれば、将来の受け持ち車両の増加時に、工場建屋の南側にトラバーサーを設置し、車体職場を設置することが計画されていた。また、53 - 55番の奥には車体検査場（将来の更新修繕場）を設置することが計画されていた。
しかし、車両の大幅な増備により綾瀬工場の施設では施工能力不足が予想されたため、有楽町線新木場駅近くの新木場車両基地内に更新修繕場（新木場CR）を建設することに変更された。

## 代々木公園の留置線
綾瀬車両基地とは別に、反対側の終端駅である代々木上原駅側の出庫本数を確保するため、代々木公園駅に隣接して、10両編成8本が留置可能な留置線がある。明確ではないが「地下車庫」、「地下留置線」、「留置線」、「代々木留置線」、「代々木公園留置線」の名称が使用されている。
東京都の許可を得ることで、代々木公園内に小規模な地下留置線を設けた。東京都の厚意により、地下鉄建設施工後に代々木公園の造成工事を行うこととされたが、東京都から公園の開園時期のため、地下鉄施設の完成期限が設けられた。このため、埋め戻しを含めて1968年（昭和43年）12月から1970年（昭和45年）6月まで18か月の期間で施工した。代々木公園内の地下鉄工事にあたっては、交通の往来がある道路とは異なり、地上部の覆工は不要であることから、大規模な機械掘削（開削工事）を行った。
掘削面積は全長約360 m、幅41 m 、深さ 15 - 18 m にわたって掘削した。留置線は代々木公園駅に並行したプールピット構造の引き上げ線1線
と、反対側に留置線8本を持つ構造である。かつての検査周期では毎日検査があったことから、当引き上げ線に検査ピットを設けたが、列車検査（10日以内に実施）に変更となってからは、車両故障時の応急対応用となっている。現在は、日中や夜間の車両留置に使用している。代々木公園の地上部には、非常用出入口が設けられている。
表参道駅から代々木公園駅に向かっては（駅間）、上り29 ‰→上り25 ‰→下り2 ‰→下り 8‰→下り35‰の勾配となっている。このため、留置線と本線の交差部は同一レベル（下り 8‰勾配付近で交差）であるが、本線は代々木公園駅手前で下り35‰の勾配となることから、同駅では本線・駅ホームは地下2階、引き上げ線は地下1階部となる。

## 付記

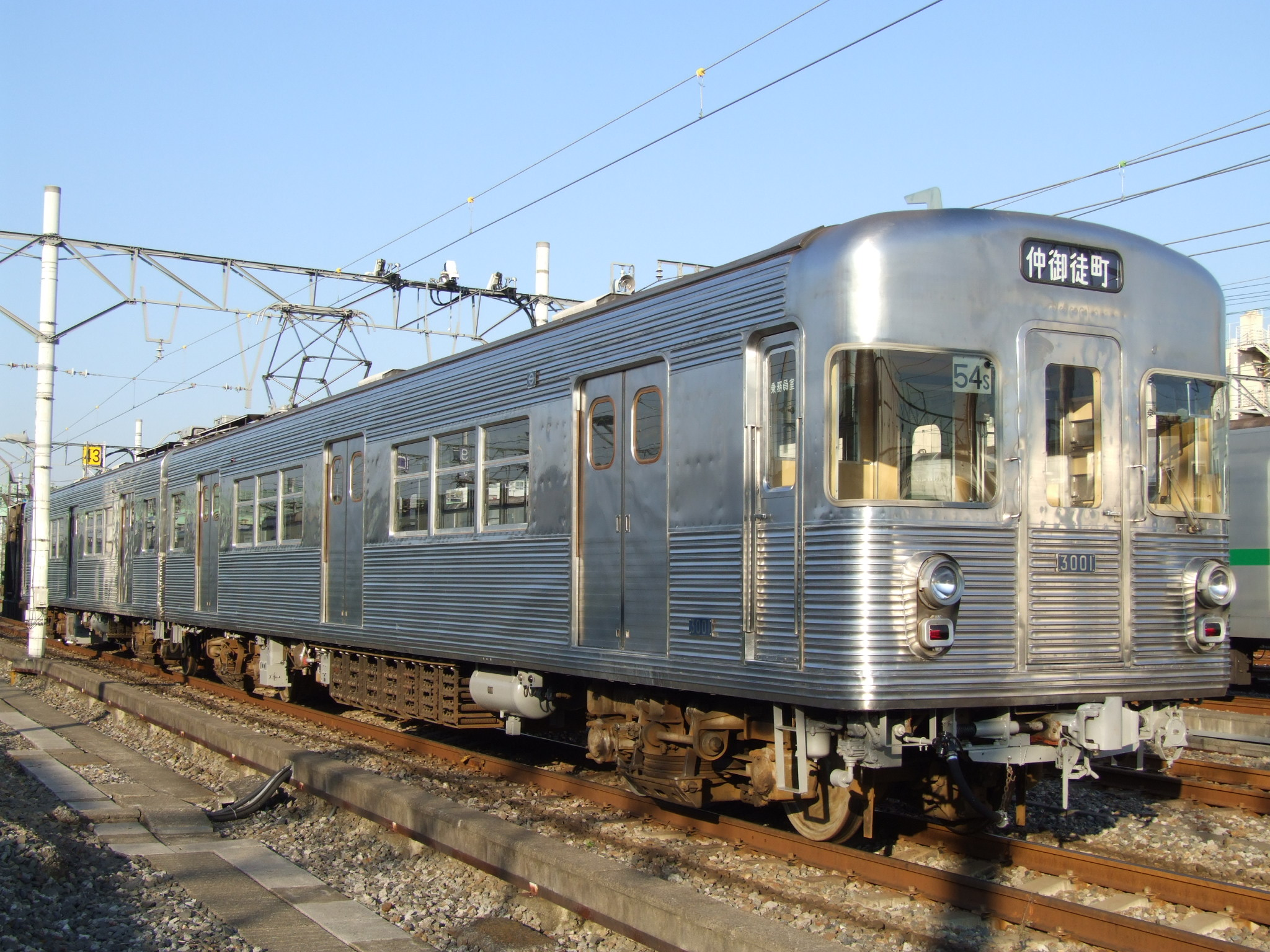
3000系保存車

- かつて帝都高速度交通営団（営団地下鉄）時代の日比谷線で運行されていた車両で、のちに長野電鉄の3500系として使用されていた3000系第1編成が東京メトロで保存されることになり、2007年（平成19年）1月19日 - 21日にかけて、屋代駅から当検車区まで甲種輸送された。
- テレビ朝日の深夜番組『タモリ倶楽部』にて、当車両基地の内部が紹介された（関東地区では2007年12月7日深夜放送）。
- 2007年（平成19年）12月15日に、「綾瀬車両基地見学会&車両撮影会」として一般公開された。このイベントでは上記の3000系も公開されていた。なお、綾瀬基地の一般公開は最寄の北綾瀬駅が非常に狭いため、混乱防止の点から毎回抽選による事前公募制（有楽町線の新木場や東西線の東陽町でのイベントは最寄駅がある程度のスペースがあることや駅から離れているなどにより、近年のイベントは自由参加可能）となり、過去のイベントでは全て当選は高倍率となった。
- 2009年（平成21年）12月5日には「東京メトロスマイルフェスタ'09 in AYASE」と題して2年ぶりにイベントが行われ、一部の催しは事前公募制にして、車両撮影などは自由に参加できるという形態での開催となった。
- 2010年（平成22年）11月28日にも、前年と同様の形態で「東京メトロスマイルフェスタ2010 車両基地イベント in AYASE」と題してイベントが開催された。
- 2011年（平成23年）以降も毎年11月に「メトロファミリーパーク in AYASE」と題したイベントが開催されているが、同時に参加自体が事前応募制に戻った（一部イベントはさらに抽選）。